# Mistrzostwa Świata w Lekkoatletyce 1987 – siedmiobój kobiet

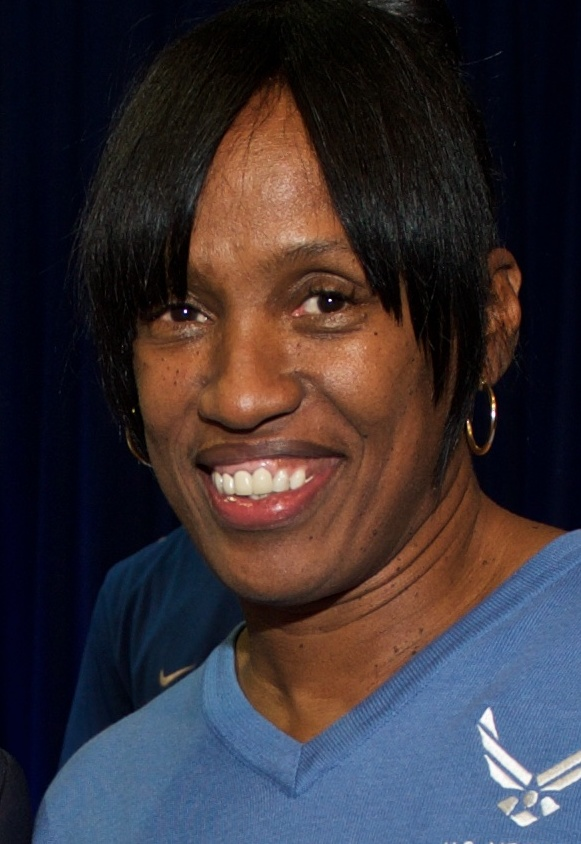
Mistrzyni świata Jackie Joyner-Kersee

Siedmiobój kobiet – jedna z konkurencji technicznych rozgrywanych podczas lekkoatletycznych mistrzostw świata w 1987 na Stadionie Olimpijskim w Rzymie.
Zwyciężczynią została Jackie Joyner-Kersee ze Stanów Zjednoczonych, która na tych mistrzostwach zdobyła złoty medal również w skoku w dal. Tytułu zdobytego na poprzednich mistrzostwach nie broniła Ramona Neubert z Niemieckiej Republiki Demokratycznej.

## Terminarz
| Data        | Konkurencje                                                        |
| ----------- | ------------------------------------------------------------------ |
| 31 sierpnia | bieg na 100 m przez płotki skok wzwyż pchnięcie kulą bieg na 200 m |
| 1 września  | skok w dal rzut oszczepem bieg na 800 m                            |

## Rekordy
|                          | Zawodniczka    | Wynik | Miejsce  | Data              |
| ------------------------ | -------------- | ----- | -------- | ----------------- |
| Rekord świata            | Jackie Joyner  | 7158  | Houston  | 1–2 sierpnia 1986 |
| Rekord mistrzostw świata | Ramona Neubert | 6770  | Helsinki | 8–9 sierpnia 1983 |

## Wyniki
| Poz. | Zawodniczka            | Punkty | 100 m ppł | Wzwyż  | Kula    | 200 m   | W dal  | Oszczep | 800 m   | Uwagi |
| ---- | ---------------------- | ------ | --------- | ------ | ------- | ------- | ------ | ------- | ------- | ----- |
| 1    | Jackie Joyner-Kersee   | 7128   | 12,91 s   | 1,90 m | 16,00 m | 22,95 s | 7,14 m | 45,68 m | 2:16,29 | CR    |
| 2    | Łarisa Nikitina        | 6564   | 13,77 s   | 1,87 m | 15,66 m | 24,48 s | 6,33 m | 55,24 m | 2:27,01 |       |
| 3    | Jane Frederick         | 6502   | 13,65     | 1,78 m | 16,30 m | 23,69 s | 6,33 m | 46,62 m | 2:13,77 |       |
| 4    | Anke Behmer            | 6460   | 13,59 s   | 1,81 m | 13,77 m | 23,54 s | 6,67 m | 35,82 m | 2:09,03 |       |
| 5    | Liliana Năstase        | 6325   | 13,09 s   | 1,75 m | 13,11 m | 24,09 s | 6,59 m | 41,84 m | 2:17,91 |       |
| 6    | Marion Reichelt        | 6296   | 13,65 s   | 1,81 m | 13,39 m | 24,17 s | 6,46 m | 38,64 m | 2:12,76 |       |
| 7    | Marijanna Maslennikowa | 6228   | 13,44 s   | 1,84 m | 13,22 m | 24,41 s | 6,12 m | 35,42 m | 2:08,12 |       |
| 8    | Zhu Yuqing             | 62``   | 13,37 s   | 1,78 m | 15,12 m | 23,99 s | 6,10 m | 43,40 m | 2:27,45 | [ 2 ] |
| 9    | Kim Hagger             | 6167   | 13,24 s   | 1,81 m | 12,63 m | 24,68 s | 6,56 m | 35,64 m | 2:17,59 |       |
| 10   | Jane Flemming          | 6149   | 13,50 s   | 1,81 m | 13,21 m | 23,75 s | 6,20 m | 38,24 m | 2:20,58 |       |
| 11   | Nadine Debois          | 6139   | 13,64 s   | 1,72 m | 13,22 m | 24,23 s | 6,25 m | 34,70 m | 2:05,17 |       |
| 12   | Cindy Greiner          | 6042   | 13,75 s   | 1,72 m | 13,46 m | 24,45 s | 6,29 m | 36,84 m | 2:13,99 |       |
| 13   | Tineke Hidding         | 6040   | 13,77 s   | 1,72 m | 13,11 m | 24,18 s | 6,18 m | 40,14 m | 2:16,10 |       |
| 14   | Swietłana Buraga       | 5982   | 13,15 s   | 1,75 m | 13,36 m | 24,17 s | 5,89 m | 33,76 m | 2:15,58 |       |
| 15   | Joanne Mulliner        | 5842   | 13,84 s   | 1,75 m | 12,86 m | 24,80 s | 5,80 m | 36,72 m | 2:13,83 |       |
| 16   | Ragne Kytölä           | 5791   | 14,27 s   | 1,78 m | 11,78 m | 25,16 s | 5,92 m | 38,96 m | 2:14,03 |       |
| 17   | Cornelia Heinrich      | 5664   | 14,48 s   | 1,75 m | 14,04 m | 25,67 s | 5,94 m | 41,06 m | 2:29,90 |       |
| 18   | Sabine Braun           | 5621   | 14,14 s   | 1,75 m | 12,42 m | 25,49 s | 5,77 m | 37,74 m | 2:20,94 |       |
| 19   | Connie Polman-Tuin     | 5608   | 14,35 s   | 1,66 m | 12,85 m | 25,27 s | 6,10 m | 35,80 m | 2:19,77 |       |
| –    | Eva Karblom            | DNF    | 14,40 s   | 1,66 m | 13,61 m | 25,10 s | 6,25 m | 39,06 m | DNS     |       |
| –    | Ingrid Meilicke        | DNF    | 15,19 s   | 1,51 m | 10,35 m | 27,28 s | 5,14 m | 34,70 m | DNS     |       |
| –    | Zuzana Lajbnerová      | DNF    | 14,15 s   | 1,75 m | 14,06 m | 25,59 s | DNS    |         |         |       |
| –    | Manuela Marxer         | DNF    | 14,76 s   | 1,66 m | 10,69 m | DNS     |        |         |         |       |
| –    | Chantal Beaugeant      | DNF    | 14,62 s   | DNS    |         |         |        |         |         |       |
| –    | Alessandra Becatti     | DNF    | DNF       |        |         |         |        |         |         |       |